# Deon Richmond
Pour les articles homonymes, voir Butcher.
Deon Richmond est un acteur et producteur américain né le 2 avril 1978 à New York, New York (États-Unis).

## Filmographie

### comme acteur
- 1987 : Enemy Territory (en) : Chet
- 1987 : Eddie Murphy Raw : Little Eddie (sketch)
- 1988 : Sauver un enfant de l'enfer (The Child Saver) (TV) : Jackie Watson
- 1989 : Desperado: The Outlaw Wars (TV) : Thomas Jefferson III
- 1990 : Moe's World : Moe
- 1990 : Mo' Better Blues : Tyrone
- 1993 : Getting By (série TV) : Darren Dixon (unknown episodes)
- 1998 : High Freakquency : Coffee Boy
- 1999 : Trippin' (en) de David Raynr : Gregory Reed
- 2000 : Scream 3 : Tyson Fox
- 2001 : Sex Academy (Not Another Teen Movie) : Malik
- 2002 : American Party (Van Wilder) : Mini Cochran
- 2003 : The Blues (vidéo) : Shorty
- 2005 : One More Round : Celebrity Audience 1
- 2006 : Butcher : La Légende de Victor Crowley : Marcus
- 2006 : Bickford Shmeckler's Cool Ideas de Scott Lew

### comme producteur
- 2003 : The Blues (vidéo)